# Claire Gratias
Claire Gratias (née en 1964) est une écrivaine française, autrice de littérature d'enfance et de jeunesse.

## Biographie
Claire Gratias exerce le métier de professeure de Lettres dans le secondaire pendant une quinzaine d'années,. Elle devient autrice en 2004. 
Elle écrit de nombreux romans en littérature jeunesse, qui mettent toujours en scène des adolescents. En 2020, elle en a déjà publié plus d'une trentaine. 
Parallèlement, elle va régulièrement à la rencontre des jeunes lecteurs,. Elle anime également des ateliers d'écriture. 

## Publications

### Romans
liste non exhaustive
- Une sonate pour Rudy, Syros, 2006  (ISBN 978-2-7485-1389-9) - Prix Sésame 2007[6]
- Breaking the wall, coll. Rat noir, Syros, 2009[7]
- Le Passager de l'orage, Syros, 2009
- L’Incroyable Voyage de Simon, Oskar Editeur, 2009
- Opération « Maurice », coll. Mini Syros Soon, Syros, 2010
- Le Signe de K1, série
  - Le Signe de K1 : Le protocole de Nod, coll. Soon, Syros, 2010
  - Le Signe de K1 : Le temps des Tsahdiks, coll. Soon, Syros, 2011
- Une porte sur demain, coll. Mini Syros Soon, Syros, 2011
- Pourquoi pas moi ? Belin, 2013
- L’occasion fait le larron, coll. Feuilleton des Incos, Thierry Magnier, 2013  (ISBN 978-2-36474-263-5)
- Orphans, série jeunesse fantastique
  - Orphans, Vol. 1. Double disparition Paris, Rageot, 2013  (ISBN 978-2-7002-4269-0)
  - Orphans, Vol. 2. La Danse de l'hippocampe Paris, Rageot, 2013  (ISBN 978-2-7002-4274-4)
  - Orphans, Vol. 3. Le Message de la lune Paris, Scrinéo Jeunesse, 2014  (ISBN 978-2-7002-4281-2)
- Un week-end sans fin, Syros, 2015
- L'été où j'ai vu le tueur[8], Rouergue, 2019  (ISBN 978-2-8126-1730-0)
- Je voulais juste être libre, Le Muscadier, 2019  (ISBN 979-10-96935-32-1)
- Les yeux fermés, éditions Talents Hauts, 2019
- Marre d'être sage !, Le Muscadier, 2020
- Mortel printemps, Le Muscadier, 2021  (ISBN 979-10-96935-85-7)
- Ascendant cancer, Librinova, 2022

### Albums
- Arrête de lire !, ill. Sylvie Serprix, Belin, 2012[9]  (ISBN 9782701163161) 25e prix des incorruptibles[10], catégorie CE1
- Un ciel pistache, avec Chloé Fruy, Mazeto square, 2018

## Récompenses et distinctions
- Prix Sésame 2007[11] pour Une sonate pour Rudy
- Prix du roman historique jeunesse 2011[12] (du festival Les Rendez-vous de l'histoire) pour Breaking the Wall
- Prix Ficelle 2013[13] pour Arrête de lire ! avec Sylvie Serprix
- Prix des Incorruptibles 2014[14] pour Arrête de lire ! avec Sylvie Serprix
- Prix Jacaranda 2015[15] pour Orphans, tome 1 : Double disparition
- Polar du meilleur roman jeunesse 2021[16],[17](du Festival Polar de Cognac) pour Mortel Printemps
- Prix Bulle de lecture 2023 pour Opération Maurice[18]

Un de ses ouvrages fait partie de la « Bibliothèque idéale » du Centre national de la littérature pour la jeunesse (BnF) en 2025 : Le Passager de l'orage (2009).